# Astrostole scabra
Astrostole scabra är en sjöstjärneart som först beskrevs av Hutton 1872.  Astrostole scabra ingår i släktet Astrostole och familjen trollsjöstjärnor. Inga underarter finns listade i Catalogue of Life.